# Reinhard Lettmann

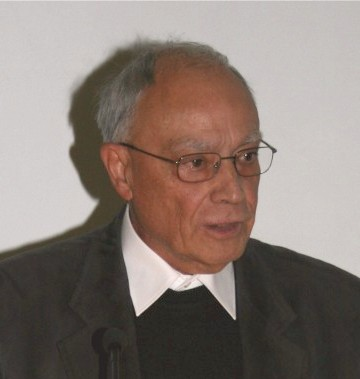
Reinhard Lettmann, 2008

Reinhard Lettmann (* 9. März 1933 in Datteln, Westfalen; † 16. April 2013 in Bethlehem, Westjordanland) war ein deutscher Geistlicher und von 1980 bis 2008 römisch-katholischer Bischof des Bistums Münster. Er war der 75. Bischof dieses Bistums und bei seinem Ausscheiden im Jahre 2008 der dienstälteste Diözesanbischof Deutschlands.

## Leben
Reinhard Lettmann war Sohn eines Zimmermanns, der auf der Zeche Emscher-Lippe in Datteln arbeitete. Reinhard Lettmann empfing nach seinem Philosophie- und Theologiestudium an der Westfälischen Wilhelms-Universität in Münster sowie an den Theologischen Hochschulen in Freiburg und Innsbruck am 21. Februar 1959 in Münster durch Bischof Michael Keller die Priesterweihe. Anschließend wirkte er als Kaplan in St. Stephanus in Beckum.
Von 1960 bis 1963 studierte er an der Päpstlichen Universität Gregoriana in Rom und wurde dort in Kirchenrecht zum Dr. jur. can. promoviert. 1963 wurde er Bischöflicher Sekretär und Kaplan in Münster. Er wirkte als Stenograf an der Protokollierung der Verhandlungen des Zweiten Vatikanischen Konzils mit.
1965 wurde er Prosynodalrichter und 1966 Defensor Vinculi am Diözesangericht in Münster sowie Privatsekretär von Joseph Höffner. 1967 berief ihn Bischof Joseph Höffner zum Generalvikar des Bistums Münster und 1967 zum residierenden Domkapitular am St.-Paulus-Dom in Münster.

### Weihbischof
Am 18. Januar 1973 ernannte ihn der Papst Paul VI. zum Titularbischof von Rotaria und zum Weihbischof in Münster. Die Bischofsweihe spendete ihm am 24. Februar 1973 der Bischof von Münster Heinrich Tenhumberg. Mitkonsekratoren waren die Weihbischöfe von Münster Heinrich Baaken und Laurenz Böggering. Sein bischöflicher Wahlspruch war Christo tuo venienti occurrentes – „(Wir sind) deinem kommenden Christus Entgegeneilende“.
Als Weihbischof übernahm er die Aufgabe des Regionalbischofs für die Region Münster und Warendorf.

### Diözesanbischof
Nachdem Bischof Heinrich Tenhumberg am 16. September 1979 gestorben war, übernahm Lettmann als Kapitularvikar die Leitung des Bistums.

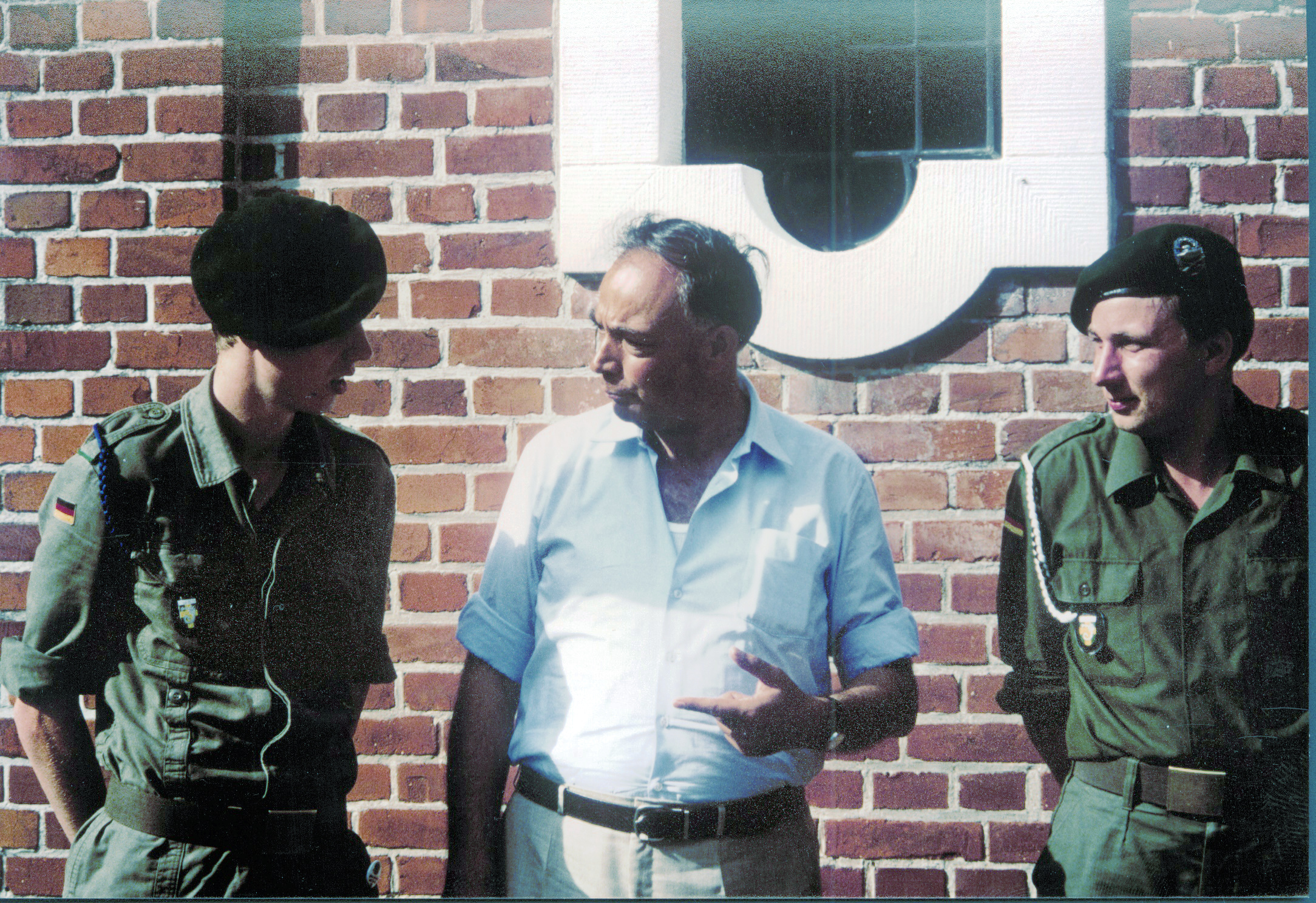
Lettmann trifft während einer Wallfahrt durch den Offizialatsbezirk Oldenburg Soldaten des Panzergrenadierbataillons 192 (1989)

Am 11. Januar 1980 ernannte ihn Papst Johannes Paul II. zum Bischof von Münster. Die feierliche Amtsübernahme fand am 16. März desselben Jahres statt. Reinhard Lettmann war Mitglied der Ökumene-Kommission der Deutschen Bischofskonferenz. In Rom war er Mitglied der päpstlichen Kongregation für den Gottesdienst und die Sakramentenordnung.
Bei seinem Rücktritt, der mit Ablauf des 28. März 2008 wirksam wurde, war Reinhard Lettmann der dienstälteste Diözesanbischof Deutschlands. Er hatte Papst Benedikt XVI. im Februar 2008 seinen Amtsverzicht gemäß can. 401 § 1 CIC anlässlich des Erreichens des 75. Lebensjahres angeboten. Lettmann wurde am 8. und 9. März 2008 mit verschiedenen Feierlichkeiten offiziell aus seinem Amt verabschiedet. Am 19. Dezember 2008 ernannte Benedikt XVI. den bisherigen Bischof von Essen, Felix Genn, zu Lettmanns Nachfolger als Bischof von Münster.

### Emeritus
Am 1. März 2009 feierte Reinhard Lettmann im St.-Paulus-Dom zu Münster sein goldenes Priesterjubiläum. Das 40-jährige Bischofsjubiläum feierte er am 24. Februar 2013 im sanierten St.-Paulus-Dom.
Reinhard Lettmann starb am 16. April 2013 während einer Pilgerreise vor der Geburtskirche in Bethlehem. Drei Tage darauf wurde er in der Jerusalemer Dormitio-Abtei mit einem Requiem geehrt. Die Beisetzungsfeierlichkeiten fanden am 26. April im Dom zu Münster statt; er bekam in der Bischofsgruft im Westchor sein Grab.

## Verantwortung für sexuellen Missbrauch im Bistum Münster

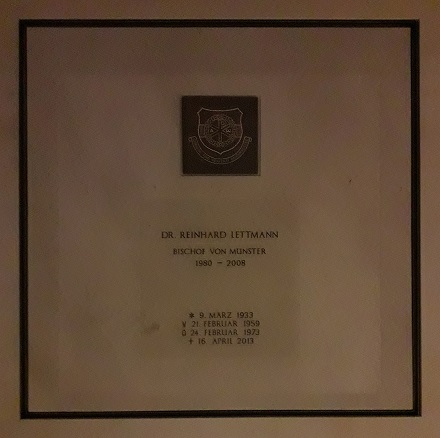
Grab von Bischof Reinhard Lettmann im Dom zu Münster

Im Juni 2022 wurde der Abschlussbericht der vom Bistum Münster beauftragten Studie einer Forschergruppe der Universität Münster vorgestellt, die seit Oktober 2019 Umfang und Qualität sexualisierter Gewalt durch Priester und Diakone des Bistums Münster in der Zeit zwischen 1945 und 2018 untersucht hatte. Bereits ein im Dezember 2020 veröffentlichter Zwischenbericht bescheinigte Lettmann für seine Zeit als Bischof in Münster ein intensives Leitungs- und Kontrollversagen.
Schon seit Ende 2018 ist öffentlich bekannt, dass Lettmann Anfang der 1970er Jahre als damaliger Generalvikar den – bereits wegen Missbrauchstaten gegenüber Kindern verurteilten – Kaplan Heinz Pottbäcker nach erneuten Übergriffen innerhalb des Bistums mehrfach versetzt hatte. Infolgedessen wurde das Reinhard-Lettmann-Haus der Kirchengemeinde St. Amandus in Datteln im Juni 2019 mit Beschluss des Kirchenvorstandes nach einstimmigem Votum des Pfarreirates umbenannt.
Im Januar 2022 wurde bekannt, dass ein katholischer Priester Lettmann eines grenzverletzenden Übergriffes bezichtigt.
Die Bischofsgruft im St.-Paulus-Dom, in der sich Lettmanns Grabstätte befindet, wurde nach der Veröffentlichung des Gutachtens im Sommer 2022 mit einem öffentlich sichtbaren Hinweistext auf die Verfehlungen Lettmanns und seiner ebenfalls dort beigesetzten Vorgänger Heinrich Tenhumberg und Michael Keller versehen.

## Ehrungen und Auszeichnungen
- 1991 Ehrendoktorwürde der Theologie, verliehen von der Katholisch-Theologischen Fakultät der Westfälischen Wilhelms-Universität in Münster
- 2006 Ehrendoktorwürde der Katholisch-Theologischen Fakultät der Universität Bukarest
- 2008 Ehrendoktorwürde der Hochschule Vechta
- 2008 Großkreuz pro piis meritis des Verdienstordens Pro Merito Melitensi des Souveränen Malteserordens

## Schriften (Auswahl)
- Die Diskussion über die klandestinen Ehen und die Einführung einer zur Gültigkeit verpflichtenden Eheschließungsform auf dem Konzil von Trient, Münsterische Beiträge zur Theologie, Heft 31, Dissertation, Münster 1967.
- Lebensnahes Beten. Gedanken über unser Sprechen mit Gott, Kevelaer 1979, ISBN 3-7666-9078-7.
- Vom Glauben der Gemeinde getragen. Gedanken und Anregungen zum pastoralen Dienst, Kevelaer 1980, ISBN 3-7666-9111-2.
- Fenster in den Mauern des Alltags. Anregungen zu unserem täglichen Beten, Kevelaer 1981, ISBN 3-7666-9169-4 (zusammen mit Alfons Nossol).
- Maria – Mutter der Glaubenden. Meditationen, Kevelaer 1982, ISBN 3-7666-9251-8.
- Christsein durch Einsicht und Entscheidung. Christusmeditationen, Kevelaer 1984, ISBN 3-7666-9338-7.
- Aufbruch aus der Begegnung. Gedanken zu einer Grundhaltung christlichen Lebens, Kevelaer 1988, ISBN 3-7666-9555-X.
- Was er euch sagt, das tut. Mit Maria im Dienst der Erlösung, Kevelaer 1988, ISBN 3-7666-9607-6.
- Wir brauchen einen langen Atem. Beiträge zur aktuellen Situation von Kirche und Gesellschaft, Kevelaer 1989, ISBN 3-7666-9662-9.
- Frieden – die Herausforderung unserer Tage. Predigten und Denkanstöße, Kevelaer 1991, ISBN 3-7666-9745-5.
- Dir will ich singen und spielen. Als Christ auf dem Weg, Kevelaer 1992, ISBN 3-7666-9767-6.
- Der fünfte Engel. Über die Freude an Gott und seiner Schöpfung, Kevelaer 1993, ISBN 3-7666-9788-9.
- Und der Glaube trägt das Licht. Über Sendung und Auftrag der Christen, Kevelaer 1995, ISBN 3-7666-9926-1.
- Am Rande des Geheimnisses. Der Mensch und seine Gotteserfahrung, Kevelaer 1996, ISBN 3-7666-9998-9.
- Um des Himmelreiches willen. Gedanken zur priesterlichen Ehelosigkeit, Leutesdorf 1996, ISBN 3-7794-1383-3.
- Die kleine Feder. Getragen von Gottes Geist. Gedanken und Meditationen, Kevelaer 1999, ISBN 3-7666-0187-3.
- Zeit der Gnade. Gedanken an der Wende des Jahrtausends, Kevelaer 2000, ISBN 3-7666-0272-1.
- Nardenöl und leere Hände. Texte zur Besinnung – Einladung zum Lobpreis Gottes, Kevelaer 2001, ISBN 3-7666-0356-6.
- Die unsichtbare Hand. Impulse zum Gebet, zur Meditation und zur Verkündigung, Kevelaer 2002, ISBN 3-7666-0407-4.
- Das lichtvolle Geheimnis. Nach-Gedachtes, Kevelaer 2004, ISBN 3-7666-0531-3.
- Trommler der Auferstehung. Ermutigung zum Glauben, Kevelaer 2005, ISBN 3-7666-0644-1.
- An heiligem Feuer. Anregungen zur spirituellen Verwurzelung der pastoralen Arbeit, Kevelaer 2005, ISBN 3-7666-0697-2.
- Reiter in der Morgendämmerung. Mut zur Zukunft, Kevelaer 2007, ISBN 978-3-7666-0809-3 oder ISBN 3-7666-0809-6.
- Atmen im Ewigen. Gedanken für den Alltag, Kevelaer 2008, ISBN 978-3-7666-0863-5.
- Jesus im Heiligen Land begegnen, Münster 2008, ISBN 978-3-937961-80-4 oder ISBN 3-937961-80-1.